# Gangkou
Gangkou (chinesisch 港口区, Pinyin Gǎngkǒu Qū – „Hafenbezirk“ ; Zhuang Gangzgouj Gih) ist ein chinesischer Stadtbezirk im Autonomen Gebiet Guangxi der Zhuang. Er gehört zum Verwaltungsgebiet der bezirksfreien Stadt Fangchenggang. Gangkou hat eine Fläche von 425,2 Quadratkilometern und zählt 178.700 Einwohner (Stand: 2018).

## Administrative Gliederung
Auf Gemeindeebene setzt sich der Stadtbezirk aus zwei Straßenvierteln und drei Großgemeinden zusammen. Diese sind:
- Straßenviertel Yuzhouping 渔洲坪街道
- Straßenviertel Baishawan 白沙万街道

- Großgemeinde Qisha 企沙镇
- Großgemeinde Guangpo 光坡镇
- Großgemeinde Gongche 公车镇